# Як-4
Яковлєв Як-4 — радянський легкий розвідник-бомбардувальник. Випущено було всього 90 машин.

## Історія створення
Літак був подальшим розвитком ББ-22, з потужнішим двигуном і збільшеною масою бомбового навантаження. Під час розробки позначався ББ-22біс, але в грудні 1940 року був перейменований за ім'ям конструктора А. С. Яковлєва в Як-4. Випускався на авіазаводі № 380 у Ленінграді. Серійне виробництво тривало недовго і закінчилося через те, що керівництво ВПС вирішило, що бойової цінності літак не представляє.

## Тактико-технічні характеристики

Як-2

Наведені нижче характеристики відповідають серійному Як-4:

### Технічні характеристики
- Екіпаж: 2 осіб
- Довжина: 10,18 м
- Розмах крила: 14 м
- Площа крила: 29,4 м²
- Маса порожнього: 4 000 кг
- Маса спорядженого: 5 845 кг
- Двигуни: 2 × рідинного охолодження V-12 М-105
- Потужність: 2 × 1100 к.с.

### Льотні характеристики
- Максимальна швидкість: 574 км/год
- Крейсерська швидкість: 545 км/год
- Практична дальність: 960—1200 км
- Практична стеля: 9 500—10 000 м
- Швидкопідйомність: 15,33 м/с

### Озброєння
- Кулеметне: 2-3 × 7,62 мм кулемет ШКАС
- Бомбове навантаження: 400—800 кг

## Історія використання
Незважаючи на більшу масу бомбового навантаження, ніж Як-2, Як-4 здебільшого використовувався в розвідувальних частинах, в 316-му і 314-му розвідувальних полках, хоча 5 Як-4 були і в 136-му бомбардувальному полку. Після німецького нападу, 30 червня 1941 року, частину Як-4 з розвідувальних полків було перекинуто в 207-й бомбардувальний полк, який ніс значні втрати, — всі Як-4 було втрачено до середини липня 1941 року. Окремі розвідувальні Як-4 використовувались до середини серпня.